# Tegenstroomzwembad
Een tegenstroomzwembad, ook wel zwemmachine, waterjetbad, waterstroombad, tegenstroombad of hydropool genoemd, is een zwembad waarin stroming wordt gecreëerd om in te zwemmen. Het is een klein zwembad van 4 à 5 meter lengte waar door middel van een waterjet-installatie een kunstmatige tegenstroom gecreëerd kan worden. In deze tegenstroom kan gezwommen worden zonder afstand af te leggen. Men blijft op dezelfde plaats in het water. 
Voordeel is dat in een zeer klein bad toch lange tijd, als het ware lange afstanden, kunnen worden afgelegd. Ook wordt een waterjetbad wel gebruikt om zwemtechnieken te analyseren

## Systemen
Er zijn drie verschillende systemen die worden gebruikt om stroming te genereren in zwembaden. 
1. jet stream: Dit is een grote pomp die water aanzuigt en direct weer terugpompt in het zwembad. Een jet stream kan doorgaans niet meer dan 25.000 tot 50.000 liter water per uur verplaatsen. De inspuitmond heeft meestal een diameter van vier tot vijf centimeter en de waterstraal voelt aan als een krachtige massagestraal.  Een jet stream is nauwelijks regelbaar. Zwemmen in een jet stream is niet gemakkelijk, omdat je moet balanceren op de waterstraal en dit kan onprettig aanvoelen op het hoofd.
2. turbineaandrijving : Dit biedt een veel bredere waterstroming. Deze toestellen draaien op hoge toerentallen en hebben een impeller met een diameter van ongeveer 10 centimeter. Met turbineaandrijving kan men 50.000 tot 500.000 liter water per uur door het zwembad stuwen, afhankelijk of er 1 of 2 turbines worden gebruikt. De stroming is nog steeds turbulent, maar zwemmen wordt al veel aangenamer dankzij de brede uitwaaierende stroming. Er zijn ook modellen waarbij de stroming regelbaar is.
3. propelleraandrijving of power flow-techniek: Een propeller heeft meestal een diameter van 40 tot 45 centimeter en  lage toerentallen, ongeveer 600 toeren per minuut. Hierdoor kan een propelleraandrijving een grote hoeveelheid water verplaatsen, variërend van 1 miljoen tot 2 miljoen liter per uur. Dit is mogelijk dankzij een regelbaar systeem dat wordt aangestuurd door software via een frequentieregeling. Het water wordt via een brede uitloop van ongeveer 50 bij 50 centimeter gelijkmatig en laminaire uitgestoten. Hierdoor voelt het alsof je in open water zwemt.